# Campionato del mondo di Para Ice Hockey 2023
Il 12º campionato del mondo di hockey su slittino di gruppo A si svolgerà a Moose Jaw, in Canada, tra il 28 maggio e il 4 giugno 2023. Nonostante la squadra di casa sia una delle più titolate, si tratta della prima edizione della competizione ospitata dal paese.

## Partecipanti e formula
Il torneo è formalmente misto, ma solo una donna è stata selezionata: la canadese Raphaëlle Tousignant. Si trattava di una prima prima volta, oltreché per la nazionale nordamericana, anche a livello di campionato mondiale: prima di lei altre tre donne (le norvegesi Britt Mjaasund Oyen e Lene Schrøder e la cinese Jing Yu) avevano preso parte a tornei paralimpici.
Le squadre partecipanti, otto, sarebbero dovute essere le prime sei classificate al mondiale precedente e le due promosse dal mondiale di gruppo B.
L'esclusione della Russia a seguito dell'invasione dell'Ucraina spinse il Comitato Internazionale Paralimpico, nel dicembre 2022, a ripescare l'Italia, che nel 2021 era giunta settima.
È stata confermata la formula introdotta nel 2019: al fine di limitare i pesanti passivi in termini di reti che avevano caratterizzato, nelle precedenti edizioni, le sfide tra le compagini più forti e le più deboli, le squadre sono state suddivise in due gironi, con nel girone A le 4 squadre più in alto nel ranking, e nel girone B le altre 4.
Le prime due classificate nel girone A hanno diretto accesso alle semifinali, mentre le squadre classificate al terzo e quarto posto andranno ad affrontare le prime due classificate del girone B.
Girone A

 Canada (Paese ospitante)

 Stati Uniti (Campioni mondiali e paralimpici in carica)

 Corea del Sud

 Rep. Ceca

Girone B

 Cina

 Norvegia

 Germania

 Italia

## Impianto

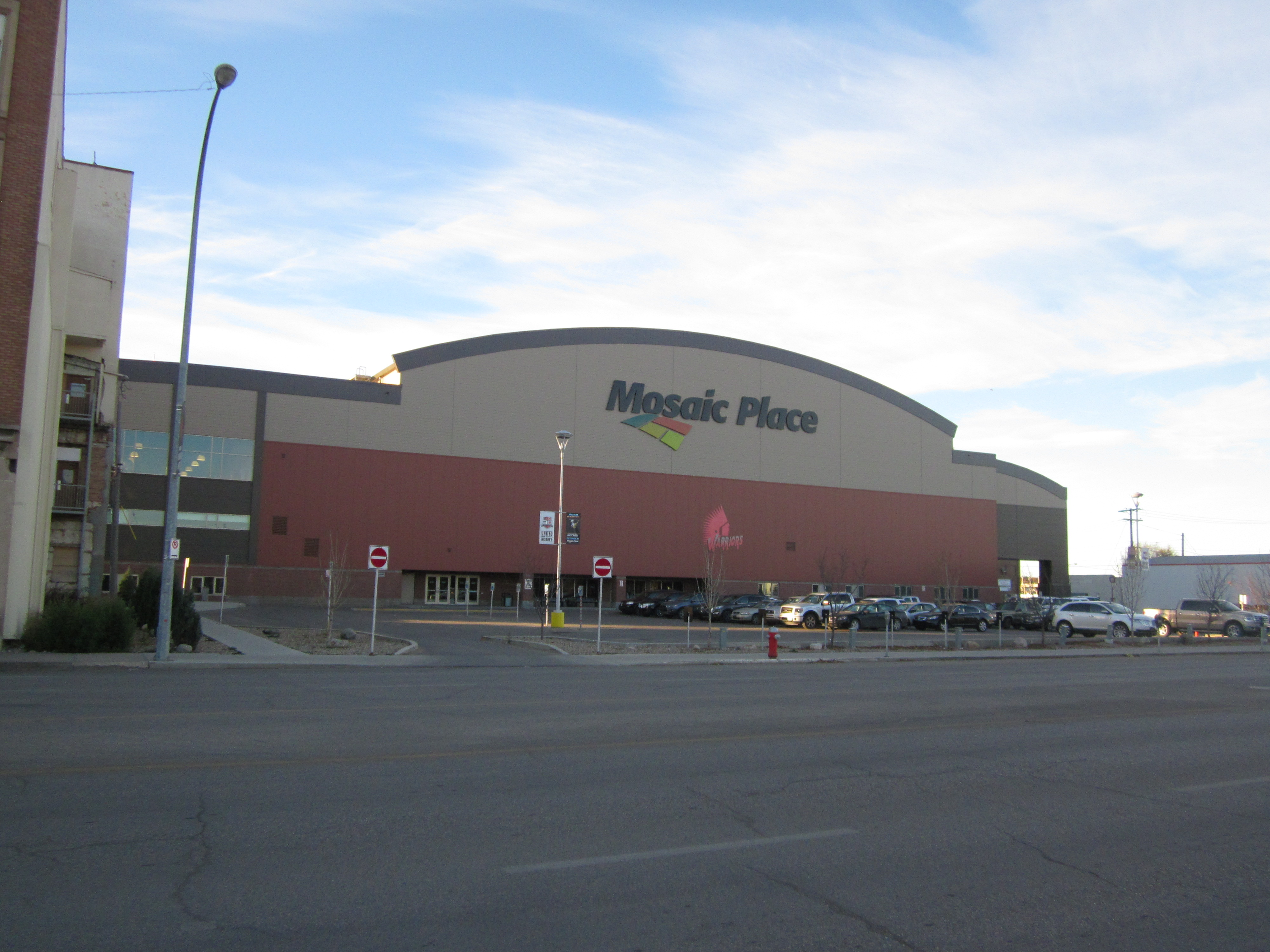
Il Moose Jaw Events Centre

Le gare si terranno tutte al Moose Jaw Events Centre, noto anche come Mosaic Place, stadio polifunzionale realizzato nel 2011 e capace di contenere 4956 spettatori; gli allenamenti si svolgeranno sia nel medesimo stadio delle partite che nella più piccola Barkman Arena, nella vicina Caronport.

## Gironi

### Girone A

#### Incontri
| Moose Jaw 28 maggio 2023, ore 11:00 UTC-6 | Corea del Sud  | 0 – 3 (0-0; 0-2; 0-1) referto | Rep. Ceca | Moose Jaw Events Centre\| Arbitro: \| Bobby Esposito \| |
| Arbitro:                                  | Bobby Esposito |                               |           |                                                         |

| Moose Jaw 29 maggio 2023, ore 11:00 UTC-6 | Rep. Ceca         | 1 – 7 (0-3; 1-2; 0-2) referto | Stati Uniti | Moose Jaw Events Centre\| Arbitro: \| Kenneth Danielsen \| |
| Arbitro:                                  | Kenneth Danielsen |                               |             |                                                            |

| Moose Jaw 29 maggio 2023, ore 19:00 UTC-6 | Canada       | 15 – 1 (7-0; 4-0; 4-1) referto | Corea del Sud | Moose Jaw Events Centre\| Arbitro: \| Martin Rapak \| |
| Arbitro:                                  | Martin Rapak |                                |               |                                                       |

| Moose Jaw 30 maggio 2023, ore 11:00 UTC-6 | Stati Uniti     | 9 – 0 (5-0; 4-0; 0-0) referto | Corea del Sud | Moose Jaw Events Centre\| Arbitro: \| Matt Fergenbaum \| |
| Arbitro:                                  | Matt Fergenbaum |                               |               |                                                          |

| Moose Jaw 30 maggio 2023, ore 19:00 UTC-6 | Canada         | 2 – 1 (1-0; 1-1; 0-0) referto | Rep. Ceca | Moose Jaw Events Centre\| Arbitro: \| Bobby Esposito \| |
| Arbitro:                                  | Bobby Esposito |                               |           |                                                         |

| Moose Jaw 31 maggio 2023, ore 19:00 UTC-6 | Stati Uniti       | 3 – 0 (0-0; 1-0; 2-0) referto | Canada | Moose Jaw Events Centre\| Arbitro: \| Kenneth Danielsen \| |
| Arbitro:                                  | Kenneth Danielsen |                               |        |                                                            |

#### Classifica
| Pos. | Squadra       | Pt. | PG | V | VOT | POT | P | GF | GS |
| ---- | ------------- | --- | -- | - | --- | --- | - | -- | -- |
| 1.   | Stati Uniti   | 9   | 3  | 3 | 0   | 0   | 0 | 19 | 1  |
| 2.   | Canada        | 6   | 3  | 2 | 0   | 0   | 1 | 17 | 5  |
| 3.   | Rep. Ceca     | 3   | 3  | 1 | 0   | 0   | 2 | 5  | 9  |
| 4.   | Corea del Sud | 0   | 3  | 0 | 0   | 0   | 3 | 1  | 27 |

### Girone B

#### Incontri
| Moose Jaw 28 maggio 2023, ore 15:00 UTC-6 | Cina         | 10 – 1 (2-0; 3-1; 5-0) referto | Italia | Moose Jaw Events Centre\| Arbitro: \| Martin Rapak \| |
| Arbitro:                                  | Martin Rapak |                                |        |                                                       |

| Moose Jaw 28 maggio 2023, ore 19:00 UTC-6 | Norvegia        | 3 – 5 (1-1; 0-2; 2-2) referto | Germania | Moose Jaw Events Centre\| Arbitro: \| Matt Fergenbaum \| |
| Arbitro:                                  | Matt Fergenbaum |                               |          |                                                          |

| Moose Jaw 29 maggio 2023, ore 15:00 UTC-6 | Norvegia      | 1 – 5 (0-1; 0-1; 1-3) referto | Cina | Moose Jaw Events Centre\| Arbitro: \| Patrick Myers \| |
| Arbitro:                                  | Patrick Myers |                               |      |                                                        |

| Arbitro: | Patrick Myers |

|   |            |   |
| 0 | Shootout – | 2 |

| Moose Jaw 31 maggio 2023, ore 11:00 UTC-6 | Cina           | 7 – 0 (3-0; 2-0; 2-0) referto | Germania | Moose Jaw Events Centre\| Arbitro: \| Bobby Esposito \| |
| Arbitro:                                  | Bobby Esposito |                               |          |                                                         |

| Moose Jaw 31 maggio 2023, ore 15:00 UTC-6 | Italia       | 3 – 1 (1-0; 0-0; 2-1) referto | Norvegia | Moose Jaw Events Centre\| Arbitro: \| Martin Rapak \| |
| Arbitro:                                  | Martin Rapak |                               |          |                                                       |

#### Classifica
| Pos. | Squadra  | Pt. | PG | V | VOT | POT | P | GF | GS |
| ---- | -------- | --- | -- | - | --- | --- | - | -- | -- |
| 1.   | Cina     | 9   | 3  | 3 | 0   | 0   | 0 | 22 | 2  |
| 2.   | Italia   | 5   | 3  | 1 | 1   | 0   | 1 | 5  | 11 |
| 3.   | Germania | 4   | 3  | 1 | 0   | 1   | 1 | 5  | 11 |
| 4.   | Norvegia | 0   | 3  | 0 | 0   | 0   | 3 | 5  | 13 |

## Play-off

### Tabellone
|  | Quarti di finale | Quarti di finale | Quarti di finale |  |  | Semifinali | Semifinali  | Semifinali |  |  | Finale      | Finale |  |  |  |  |
|  |                  |                  |                  |  |  |            |             |            |  |  |             |        |  |  |  |  |
|  |                  |                  |                  |  |  |            |             |            |  |  |             |        |  |  |  |  |
|  | 4A               | Corea del Sud    | 2                |  |  |            |             |            |  |  |             |        |  |  |  |  |
|  | 1B               | Cina             | 7                |  |  |            |             |            |  |  |             |        |  |  |  |  |
|  |                  |                  |                  |  |  | 1A         | Stati Uniti | 10         |  |  |             |        |  |  |  |  |
|  |                  |                  |                  |  |  | 1B         | Cina        | 2          |  |  |             |        |  |  |  |  |
|  |                  |                  |                  |  |  |            |             |            |  |  | Stati Uniti | 6      |  |  |  |  |
|  |                  |                  |                  |  |  |            |             |            |  |  | Canada      | 1      |  |  |  |  |
|  |                  |                  |                  |  |  | 2A         | Canada      | 5          |  |  |             |        |  |  |  |  |
|  |                  |                  |                  |  |  | 3A         | Rep. Ceca   | 0          |  |  |             |        |  |  |  |  |
|  | 3A               | Rep. Ceca        | 4                |  |  |            |             |            |  |  |             |        |  |  |  |  |
|  | 2B               | Italia           | 0                |  |  |            |             |            |  |  |             |        |  |  |  |  |

|  | Finale 7º posto |          |   |  |
|  |                 |          |   |  |
|  | 3B              | Germania | 1 |  |
|  | 4B              | Norvegia | 6 |  |

|  | Finale 5º posto |               |    |  |
|  |                 |               |    |  |
|  | 4A              | Corea del Sud | 2† |  |
|  | 2B              | Italia        | 1  |  |

|  | Finale 3º posto |           |   |  |
|  |                 |           |   |  |
|  | 3A              | Rep. Ceca | 3 |  |
|  | 1B              | Cina      | 2 |  |

### Incontri

#### Quarti di finale
| Moose Jaw 2 giugno 2023, ore 15:00 UTC-6 | Rep. Ceca         | 4 – 0 (0-0; 3-0; 1-0) referto | Italia | Moose Jaw Events Centre\| Arbitro: \| Kenneth Danielsen \| |
| Arbitro:                                 | Kenneth Danielsen |                               |        |                                                            |

| Moose Jaw 2 giugno 2023, ore 19:00 UTC-6 | Corea del Sud   | 2 – 7 (1-5; 0-0; 1-2) referto | Cina | Moose Jaw Events Centre\| Arbitro: \| Matt Fergenbaum \| |
| Arbitro:                                 | Matt Fergenbaum |                               |      |                                                          |

#### Finale per il 7º posto
| Moose Jaw 3 giugno 2023, ore 11:00 UTC-6 | Germania     | 1 – 6 (0-2; 1-2; 0-2) referto | Norvegia | Moose Jaw Events Centre\| Arbitro: \| Martin Rapak \| |
| Arbitro:                                 | Martin Rapak |                               |          |                                                       |

#### Semifinali
| Moose Jaw 3 giugno 2023, ore 19:00 UTC-6 | Stati Uniti   | 10 – 2 (4-1; 4-0; 2-1) referto | Cina | Moose Jaw Events Centre\| Arbitro: \| Patrick Myers \| |
| Arbitro:                                 | Patrick Myers |                                |      |                                                        |

| Moose Jaw 3 giugno 2023, ore 15:00 UTC-6 | Canada         | 5 – 0 (4-0; 0-0; 1-0) referto | Rep. Ceca | Moose Jaw Events Centre\| Arbitro: \| Bobby Esposito \| |
| Arbitro:                                 | Bobby Esposito |                               |           |                                                         |

#### Finale per il 5º posto
| Arbitro: | Patrick Myers |

|   |            |   |
| 3 | Shootout – | 2 |

#### Finale per il 3º posto
| Moose Jaw 4 giugno 2023, ore 15:00 UTC-6 | Rep. Ceca      | 3 – 2 (1-1; 1-1; 1-0) referto | Cina | Moose Jaw Events Centre\| Arbitro: \| Bobby Esposito \| |
| Arbitro:                                 | Bobby Esposito |                               |      |                                                         |

#### Finale
| Moose Jaw 4 giugno 2023, ore 19:00 UTC-6 | Stati Uniti     | 6 – 1 (2-0; 2-0; 2-1) referto | Canada | Moose Jaw Events Centre\| Arbitro: \| Matt Fergenbaum \| |
| Arbitro:                                 | Matt Fergenbaum |                               |        |                                                          |

## Classifica finale
| Pos. | Squadra       |
| ---- | ------------- |
| 1    | Stati Uniti   |
| 2    | Canada        |
| 3    | Rep. Ceca     |
| 4    | Cina          |
| 5    | Corea del Sud |
| 6    | Italia        |
| 7    | Norvegia      |
| 8    | Germania      |

La nazionale degli Stati Uniti ha vinto il terzo titolo mondiale consecutivo (sesto titolo complessivo), nella sesta finale mondiale consecutiva che ha visto affrontarsi le nazionali statunitense e canadese.

## Classifiche individuali

### Migliori giocatori per ruolo
I migliori giocatori del torneo sono stati selezionati dal direttivo:
| Ruolo      | Giocatore          | Nazionale   |
| ---------- | ------------------ | ----------- |
| Portiere   | Santino Stillitano | Italia      |
| Difensore  | Radek Zelinka      | Rep. Ceca   |
| Attaccante | Declan Farmer      | Stati Uniti |

### Miglior giocatore del torneo (MVP)
Il miglior giocatore del torneo è stato scelto dai media accreditati:
|     | Giocatore     | Nazionale   |
| --- | ------------- | ----------- |
| MVP | Declan Farmer | Stati Uniti |

### Classifica marcatori
I migliori marcatori del torneo (gol + assist) sono i seguenti:
| Pos. | Giocatore         | Nazionale   | G  | A | Pt. |
| ---- | ----------------- | ----------- | -- | - | --- |
| 1.   | Shen Yi Feng      | Cina        | 13 | 4 | 17  |
| 2.   | Declan Farmer     | Stati Uniti | 9  | 3 | 12  |
| 3.   | Wang Zhi Dong     | Cina        | 8  | 2 | 10  |
| 4.   | Dominic Cozzolino | Canada      | 6  | 4 | 10  |
| 5.   | Malik Jones       | Stati Uniti | 4  | 6 | 10  |
| 5.   | Tyler McGregor    | Canada      | 4  | 6 | 10  |

### Classifica portieri
Nella classifica portieri, vengono considerati solo i portieri che hanno giocato almeno il 40% del tempo effettivo della propria squadra:
| Pos. | Giocatore          | Nazionale     | SVS%   | GAA  |
| ---- | ------------------ | ------------- | ------ | ---- |
| 1.   | Santino Stillitano | Italia        | 90,59% | 2,11 |
| 2.   | Jen Lee            | Stati Uniti   | 90,32% | 0,82 |
| 3.   | Dominic Larocque   | Canada        | 86,44% | 2,04 |
| 4.   | Martin Kudela      | Rep. Ceca     | 84,00% | 2,67 |
| 5.   | Choi Hyuk Jun      | Corea del Sud | 81,00% | 4,74 |